# Ligne de Bourgneuf aux Sables-d'Olonne
La ligne de Bourgneuf aux Sables-d'Olonne était une ligne de chemin de fer secondaire à voie métrique, appartenant au réseau des Tramways de la Vendée. Située dans les départements de la Loire-Inférieure et de la Vendée, elle fut en service de 1923 à 1949. 
Elle faisait partie du deuxième réseau des Tramways de la Vendée dont l'objectif était de réaliser une rocade côtière longeant la côte littorale du département et la rive gauche de la Sèvre niortaise jusqu'à Damvix.

## Présentation
La ligne est inaugurée en 1923 et dessert différentes communes côtières de la baie de Bourgneuf et du Nord-Vendée, situées entre Bourgneuf-en-Retz et Saint-Gilles-Croix-de-Vie.
La section Beauvoir-sur-Mer - Fromentine utilise une partie de la ligne de la Société du chemin de fer sur route de Challans à Fromentine ouverte en 1896. Rattachée au réseau des Tramways de la Vendée, elle est prolongée vers Les Sables-d'Olonne en 1925. Entre La Barre-de-Monts et Les Sables-d'Olonne, son tracé se confond avec celui de la route départementale 38 actuelle.
Les principales gares desservies en 1925 sont :
- Bourgneuf-en-Retz
- Bouin
- Beauvoir-sur-Mer
- Fromentine
- La Barre-de-Monts
- Notre-Dame-de-Monts
- Saint-Jean-de-Monts
- Saint-Hilaire-de-Riez
- Saint-Gilles-Croix-de-Vie
- Brétignolles-sur-Mer
- Île-d'Olonne
- Les Sables-d'Olonne

## Ouvrages d'art
Le principal ouvrage d'art de la ligne est un pont sur la Vie à Saint-Gilles-Croix-de-Vie. Ce pont comporte trois travées reposant sur deux piles situées dans le lit du cours d'eau.

## Exploitation
- 1923 : l'exploitation est assurée par la compagnie des Tramways de la Vendée (TV)
- 1938 : elle est assurée par la compagnie de chemins de fer départementaux (CFD), compagnie à laquelle le réseau des TV est affermé

### Ouverture et fermeture des tronçons
La ligne fut inaugurée par tronçons, il existait déjà une section comprise entre Beauvoir-sur-Mer et La Barre-de-Monts, faisant partie de la ligne Challans - Fromentine. Cette ligne est concédée à la Société du chemin de fer sur route de Challans à Fromentine et ouverte en 1896.
- 1922 : ouverture de la section  Bourgneuf-en-Retz - Beauvoir-sur-Mer
- 1923 : ouverture de la section  La Barre-de-Monts - Saint-Gilles-Croix-de-Vie
- 1925 : ouverture  de la section Saint-Gilles-Croix-de-Vie - Les Sables-d'Olonne
- 1er septembre 1948 : fermeture  de la section Bourgneuf-en-Retz - Beauvoir-sur-Mer, au trafic voyageur
- 1er octobre 1949 : fermeture  de la section Bourgneuf-en-Retz - Beauvoir-sur-Mer, au trafic marchandise
- 1er octobre 1949 : fermeture  de la section Beauvoir-sur-Mer - Les Sables-d'Olonne, à tout trafic

## Matériel roulant

### Locomotives

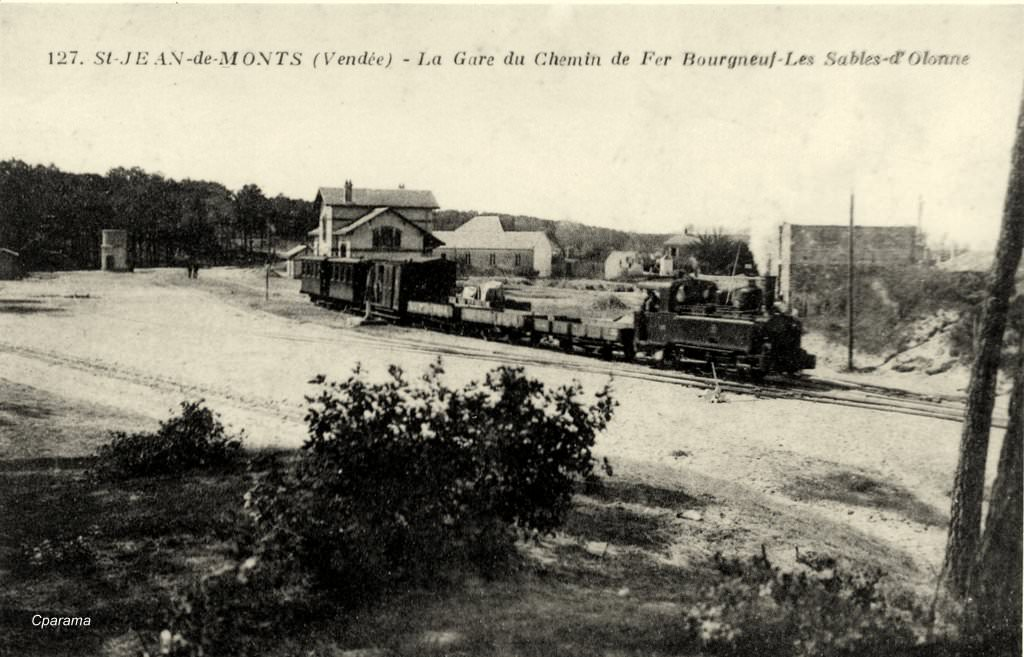
Saint-Jean-de-Monts (Vendée) - La gare du chemin de fer Bourgneuf-Les Sables d'Olonne

Le matériel utilisé était celui des Tramways de la Vendée
- locomotives 030 Corpet-Louvet
- locomotives 130 Corpet-Louvet et Piguet

## Locotracteurs
- Locotracteurs CFD

## Autorails
- Autorails Verney
- Autorails Billard

## Trafic
La ligne assure, du fait de sa situation de rocade côtière, un important trafic marchandise et voyageur.
Elle permet notamment au fumier venant des fermes du marais breton d'être convoyé jusqu'aux maraîchers de la région nantaise par le biais de la ligne Nantes - Sainte-Pazanne - Pornic des chemins de fer de l'État, qui passe également à Bourgneuf. Elle donne également la possibilité aux estivants dérireux de rejoindre la côte nord-vendéenne, de le faire en utilisant la correspondance de la ligne La Roche-sur-Yon - Commequiers - Saint-Gilles (devenue plus tard la Ligne Nantes - Saint-Gilles-Croix-de-Vie).
Le service ferroviaire prend fin en 1948-1949.

## Gare musée
La gare de L'Île-d'Olonne a été restaurée. Elle est transformée en Musée de la Petite Gare en 2001.